# Ruta de la Plata
Ruta de la Plata je zgodovinska cestna povezava med Seviljo in Astorgo na berskem polotoku.
Razteza se na stotine kilometrov v smeri sever-jug skozi nekdanjo rimsko provinco Luzitanijo v Hispaniji. Njen približni potek, vključno z najpomembnejšimi prometnimi križišči, je začrtan v Tabula Peutingeriana.

## Potek
Ruta de la Plata je povezala Hispalis (danes Sevilja) preko krajev Italica (danes Santiponce), Emerita Augusta (danes Mérida), Castra Caecilia (danes Cáceres), Helmantica (danes Salamanca) in Oceluma (danes verjetno Zamora) z Asturica Augusta (danes Astorga) ).

## Zgodovina
Dobesedno prevedeno ime bi pomenilo "Srebrna cesta". Poimenovanje ne izvira iz rimskih časov, njegov izvor najverjetneje najdemo v ljudski etimološki spremembi novejšega mavrskega imena Bal'latta za "široko tlakovano pot". V 1. stoletju našega štetja je bila pot od Sevilje do Astorge popolnoma utrjena. Povezava sever-jug severno od Gibraltarske ožine pa v rimskih časih ni imela enotnega imena.
Rimljani so razširili obstoječe ceste. Zgradili naj bi jo celo Feničani kot trgovsko pot za prevoz zlata in kositra. Menijo, da so te poti pastirji in lovci (cañadas) prej uporabljali poleti na hladnejši Kastiljski planoti in pozimi v Extremaduri. Ruta de la Plata se že od srednjega veka uporablja tudi kot romarska pot; bila je del mreže Jakobove poti (Caminos de Santiago), katere skupni cilj je mesto Santiago de Compostela v Galiciji.

## Mostovi
| Antični - Puente Romano (Mérida) čez Río Guadiana - Puente de Alconétar, ruševine ločnega mostu čez Tajo - Most v rimskem mestu Cáparra čez Río Ambroz - Rimski most v Salamanci čez Río Tormes | Srednjeveški - Puente de Piedra v Zamori čez Duero - Puente Vilambre pri Astorgi |

## Glavna naselja
| Andaluzija - Sevilja - Santiponce - Guillena - El Ronqillo - Santa Olalla del Cala - El Real de la Jara | Extremadura - Monesterio - Fuente de Cantos - Los Santos de Maimona - Villafranca de los Barros - Almendralejo - Mérida - Aljucén - Cáceres - Plasencia - Baños de Montemayor | Kastilija in Leon - Béjar - Guijuelo - Salamanca - Zamora - Benavente - Valencia de Don Juan - Astorga |